# Enrique de Sussex
El príncipe Enrique, duque de Sussex (Henry Charles Albert David; Paddington, Londres, 15 de septiembre de 1984), también llamado popularmente Harry, es el hijo menor del rey Carlos III del Reino Unido y de su primera esposa, Diana, princesa de Gales, por lo que es miembro de la familia real británica y príncipe del Reino Unido desde su nacimiento. En 2018, con ocasión de su matrimonio con Meghan Markle, fue nombrado duque de Sussex por la reina Isabel II, convirtiéndose en el segundo en ostentar este título. Al momento de nacer, ocupaba el tercer lugar en la línea de sucesión al trono británico. Sin embargo, tras los nacimientos de sus sobrinos, los príncipes Jorge, Carlota y Luis de Gales, y la muerte de la reina Isabel II, pasó a ocupar la quinta posición.
En 2020, él y su esposa, Meghan, duquesa de Sussex, anunciaron su intención de abandonar el papel que desempeñaban en la familia real británica y volverse independientes económicamente. Desde el 1 de abril de 2020, el matrimonio ha renunciado al tratamiento de alteza real y él y su familia han dejado de estar sustentados económicamente por la Corona. El 19 de febrero de 2021, se hizo público que no volverían a ejercer funciones reales.
En la actualidad, Harry; su esposa, Megan, y los hijos que ambos tienen en común residen en los Estados Unidos, el país donde nació ella.

## Biografía

### Nacimiento
Bautizado como Enrique Carlos Alberto David (en inglés: Henry Charles Albert David), nació en el Hospital de St. Mary's en Paddington, Londres, el 15 de septiembre de 1984 a las 16:20, convirtiéndose así en el segundo hijo de Carlos III del Reino Unido, y de la princesa Diana tras su hermano, Guillermo. Desde pequeño, tanto familia como amigos se refirieron a él con el apodo de Harry, nombre con el que más tarde fue conocido en la prensa.
Fue bautizado en la Capilla de San Jorge el 12 de diciembre de 1984. Sus padrinos de bautismo fueron el príncipe Andrés (su tío paterno), lady Sarah Armstrong-Jones (hija de la princesa Margarita del Reino Unido, hermana de la reina Isabel II; prima hermana de su padre, el rey Carlos III del Reino Unido), Carolyn Bartolomé (amiga de su madre), Bryan Organ (pintor inglés amigo de la familia), Gerald Ward (amigo de su padre), y Celia, lady Vestey (amiga de Isabel II).

### Educación
En 1989 comenzó a asistir al colegio Wetherby en Londres, al igual que su hermano, el príncipe Guillermo. Se trasladó al colegio Ludgrove en Berkshire en 1992 y en 1998 se pasó al colegio Eton, el cual dejó en 2003, con calificaciones de B y D de nivel avanzado en Arte y Geografía, respectivamente.
Para su año sabático, después de sus estudios, viajó a Australia, Argentina y a África, donde trabajó en un orfanato en Lesoto.
En julio de 2004 volvió a Gran Bretaña para preparar los exámenes de acceso a la universidad, que superó en septiembre del mismo año. Aun así, el príncipe no asistió a la universidad, pues empezó su entrenamiento militar.

### Carrera militar

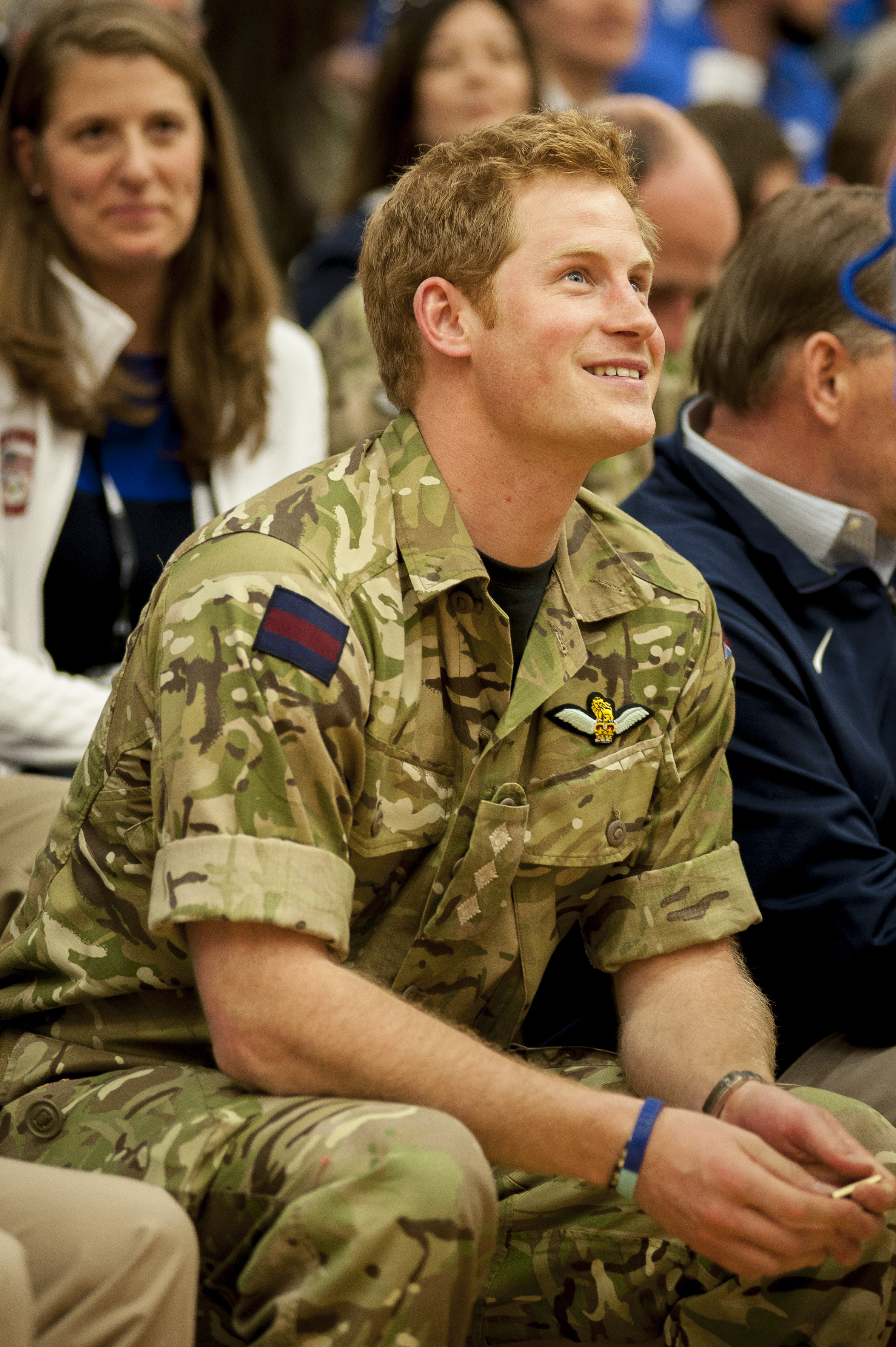
El príncipe Harry en 2013.

El príncipe Enrique ingresó en la Real Academia Militar de Sandhurst, el 8 de mayo de 2005, donde ejerció como cadete oficial Gales, y se unió a la compañía Alamein. En abril de 2006, Enrique terminó su formación como oficial y fue comisionado como corneta en el regimiento de los Blues and Royals, uno de los regimientos que forman la Household Cavalry, la guardia real del Reino Unido. En abril de 2008, con una antigüedad de dos años, Enrique fue ascendido al rango de teniente.
Entre 2007 y 2008 sirvió durante 77 días en Helmand, Afganistán, pero fue retirado del lugar tras divulgarse su presencia allí por una revista australiana y un periódico alemán. En 2008 empezó su entrenamiento como piloto de helicópteros. El Ministerio de Defensa anunció que el príncipe había terminado su curso de preparación de piloto de la fuerza aérea tras tres años de entrenamiento.
En abril de 2011 fue nombrado capitán. Durante 2011 pasó dos meses en Estados Unidos para complementar su formación en una base militar estadounidense de California. Regresó a Afganistán para un despliegue de 20 semanas entre 2012 y 2013 junto a la Army Air Corps. Tras su vuelta a Inglaterra, el Ministerio de Defensa anunció que el príncipe había terminado su vínculo con el tercer regimiento del AAC y que su nuevo puesto base sería en el cuartel de la caballería real de Londres.
En marzo de 2015, el palacio de Kensington anunció que Harry dejaría el ejército en junio de ese mismo año. En abril fue destinado a Australia para unirse a la Fuerza de defensa Australiana, servicio que terminó el mes de mayo.
En su libro biográfico "En La Sombra" ("Spare"), declara haber dado muerte a 25 talibanes en su participación militar en Afganistán, refiriéndose a que “no veía vidas sino piezas de ajedrez”, generando gran  polémica tanto en Reino Unido como el resto del mundo.

### Muerte de su madre
Su madre, Diana, princesa de Gales, falleció en un accidente de tráfico en París, Francia, el 31 de agosto de 1997, mientras él y su hermano se encontraban con su padre en el castillo de Balmoral. Su muerte ocurrió días después de que ella pasara unos días de fiesta en la Francia meridional con sus hijos. En el funeral de su madre, Harry, junto a su hermano, su padre, su abuelo paterno, el príncipe Felipe y su tío materno, Charles Spencer, formó parte del cortejo fúnebre que acompañó al féretro de Diana desde el palacio de Kensington hasta la abadía de Westminster.

## Compromisos reales y actividad humanitaria
En 1991 acompañó a sus padres, los príncipes de Gales, en un viaje oficial a Canadá junto a su hermano Guillermo. En 1995 acudió a las conmemoraciones del Día de la Victoria en Londres. En 1997 acompañó a su padre en un viaje oficial a Sudáfrica donde conoció a Nelson Mandela. En marzo de 1998 viajó a Canadá donde asistió a diversos actos oficiales junto a su padre y su hermano. En 2002 el príncipe Enrique junto a su hermano, acompañó a su padre, el príncipe Carlos a Cardiff, capital de Gales. En julio de 2005 junto con otros miembros de la familia real, acompañó a la reina Isabel II en el 60.º aniversario del fin de la Segunda Guerra Mundial.
En 2005, Harry reemplazó a su tío, el conde de Wessex, como Counsellor of State. En abril de 2006, formó junto al príncipe Seeiso de Lesoto la organización de caridad Sentebale (en español, «no me olvides»), dedicada a ayudar a niños y jóvenes lesotenses en situaciones de dificultad, particularmente a huérfanos debido a la pandemia del VIH, discapacitados, traumatizados y vejados.
En septiembre de 2009, junto a su hermano, creó la Foundation of Prince William and Prince Harry (actualmente The Royal Foundation) para colaborar con diversas causas benéficas. El 29 de abril de 2011 acompañó a su hermano el príncipe Guillermo a su boda con Catherine Middleton en calidad de padrino.
En marzo de 2012 realizó su primer tour oficial en solitario a Belice, las Bahamas y Jamaica con motivo de las celebraciones del Jubileo de Diamante de Isabel II. También viajó a Brasil para participar en la campaña GREAT, para fomentar el turismo brasileño al Reino Unido. En mayo de 2013 realizó un viaje oficial a Estados Unidos en representación de la reina, en el que visitó Washington, Nueva York, Colorado, Nueva Jersey y Connecticut. Allí visitó a los damnificados por el huracán Sandy, asistió a actos benéficos en favor de los soldados heridos de guerra, se reunió con la entonces primera dama Michelle Obama, y participó en diversos actos para promocionar organizaciones benéficas. En agosto visitó Angola para colaborar con la fundación HALO Trust, organización benéfica que se dedica a retirar minas anti-personas. En octubre realizó su primer viaje oficial en solitario a Australia.
En marzo de 2014 se produjo el lanzamiento de los Juegos Invictus, iniciativa creada por el príncipe Harry y que tiene por objetivo dar apoyo a veteranos de guerra o heridos en combate. Los juegos fueron inaugurados oficialmente en septiembre de ese mismo año en Londres. En mayo de 2014 emprendió un viaje oficial por Estonia e Italia. En el país báltico, el príncipe asistió a un acto de homenaje a las tropas estonias y presenció a un ejercicio de entrenamiento de la OTAN. En Italia asistió a los actos de conmemoración del 70.º aniversario de la Batalla de Montecassino. En junio visitó Brasil y Chile, donde asistió a diversos actos y actividades benéficas. En agosto, junto a los duques de Cambridge, asistió a los actos conmemorativos de la Batalla de Mons en Bélgica. En octubre inauguró por primera vez a 86.º edición del Field of Remembrance, jardín conmemorativo en memoria de los soldados británicos caídos en combate.
En abril de 2015 visitó Turquía junto a su padre, el príncipe de Gales, para asistir a los actos conmemorativos del centenario de la Batalla de Galípoli. En mayo realizó un diversos actos en Australia y Nueva Zelanda, ambos países de la Commonwealth. En octubre viajó a Estados Unidos para la inauguración de los Juegos Invictus en Orlando, donde estuvo acompañado por Michelle Obama y Jill Biden. En noviembre volvió a Lesoto como embajador de la organización Sentebale para inaugurar el centro para niños Mamohato. Más tarde, realizó una visita oficial a Sudáfrica.

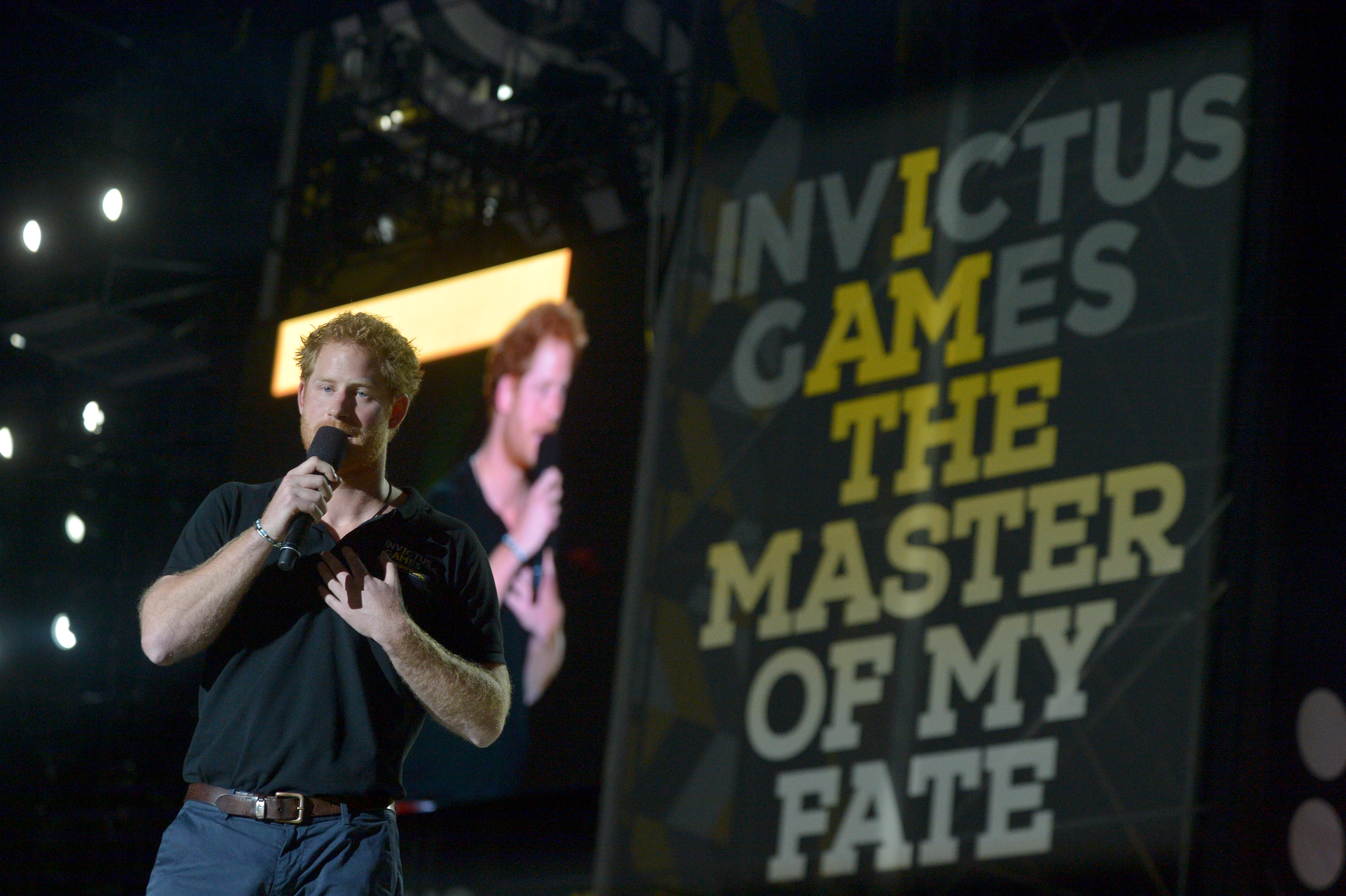
El príncipe Harry en la ceremonia de clausura de los Juegos Invictus de 2016.

En mayo de 2016 realizó un viaje oficial a Nepal donde visitó las zonas devastadas por el terremoto que había vivido el país el año anterior. En el marco del día mundial del sida, Harry asistió a la 21.ª edición de la conferencia internacional del sida en Durban, Sudáfrica. Más tarde, el príncipe, junto a la cantante Rihanna, se hizo una prueba de VIH como parte de la campaña de sensibilización de dicha enfermedad. En junio asistió al acto de homenaje en recuerdo de las víctimas de la Batalla del Somme junto al duque y la duquesa de Cambridge. Entre noviembre y diciembre, realizó un tour oficial por distintos países del Caribe en representación de su abuela, la reina Isabel II.
En septiembre de 2017 asistió a la inauguración de la segunda edición de los Juegos Invictus en Toronto, Canadá. Allí, tuvo una reunión con la primera dama estadounidense, Melania Trump. En octubre viajó a Dinamarca para participar en diversos actos de ayuda a la infancia. También conoció a la reina Margarita II y al príncipe Joaquín de Dinamarca. En diciembre, el príncipe pasó tres semanas en Malaui con la ONG African Parks.
En abril de 2018, el príncipe fue nombrado embajador de la juventud de la Commonwealth. También en abril fue nombrado como una de las personas más influyentes del mundo por la revista Time. En octubre realizó el primer viaje oficial como duque de Sussex junto a su esposa a Dublín, Irlanda. En octubre, los duques de Sussex realizaron un tour de 16 días por Australia, Fiyi, Tonga y Nueva Zelanda. Allí asistieron a la tercera edición de los Juegos Invictus celebrada en Sídney.
Después de que él y su esposa dejaran de trabajar para la Corona británica, trabaja para BetterUp, una empresa de coaching tecnológico con sede en San Francisco, California. En 2021, encabezó la lista de las 100 personas más influyentes del mundo de la revista Time junto a su esposa Meghan, duquesa de Sussex.

## Relaciones y descendencia

### Con Chelsy Davy
El príncipe conoció a la que sería su primera novia, Chelsy Davy, cuando ésta se encontraba estudiando en el Stowe School en 2004. Comenzaron entonces una relación intermitente calificada por la prensa de «turbulenta». Dicha relación duraría hasta mayo de 2010, cuando Davy confirmó la ruptura tras seis años de relación a través de su página de Facebook. En 2011, cuando los medios se hicieron eco de una posible reconciliación, el príncipe se confesó «100% soltero» y Davy, quien asistió a la boda de su hermano Guillermo, afirmó que no se casaría con Enrique debido a incompatibilidades en las elecciones de vida de cada uno. Davy fue invitada a su boda con Meghan Markle en mayo de 2018.

### Con Cressida Bonas
El príncipe conoció a Cressida Bonas a través de su prima, la princesa Eugenia, quien los presentó en mayo de 2012. El 30 de abril de 2014, se anunció que la pareja se había separado amigablemente. En mayo de 2018, Bonas fue una de las invitadas a su boda con Meghan Markle.

### Con Meghan Markle
En 2016 inició una relación con la entonces actriz estadounidense Meghan Markle (nacida Rachel Meghan Markle), gracias a una amiga que ambos tienen en común, la cual organizó una cita a ciegas. En octubre de ese mismo año se reveló que el príncipe y la actriz mantenían una relación. El 8 de noviembre de 2016, el palacio de Kensington emitió un comunicado denunciando el trato recibido por Markle por parte de la prensa.
En septiembre de 2017, la pareja hizo su primera aparición pública en la ceremonia de los Juegos Invictus en Toronto. El 27 de noviembre de 2017, mediante un comunicado público desde Clarence House, el príncipe Carlos anunció el compromiso matrimonial entre el príncipe Enrique y Meghan.

#### Boda
La boda se celebró el 19 de mayo de 2018 en la Capilla de San Jorge del Castillo de Windsor, y fue oficiada por el arzobispo de Canterbury. Esa misma mañana Enrique había recibido, por concesión de la reina Isabel II del Reino Unido, el título de duque de Sussex.

#### Descendencia
El 15 de octubre de 2018 el palacio de Kensington confirmó que los duques estaban esperando su primer hijo.
El 6 de mayo de 2019 la duquesa dio a luz a un varón, Archie Harrison en el Hospital Portland. Ocupa el sexto lugar en la línea de sucesión al trono británico, y tuvo, desde su nacimiento y por decisión de sus padres, el tratamiento de Master y el apellido Mountbatten-Windsor. No fue tratado como príncipe debido a que el rey Jorge V del Reino Unido había dictado un decreto real en el que solo se concedía este título por nacimiento a los hijos de un monarca, a los nietos por vía paterna y aquel bisnieto que fuese el hijo mayor del hijo mayor del príncipe de Gales; esta norma fue modificada por Isabel II cuando se anunció que el príncipe Guillermo de Cambridge tendría un segundo hijo, para así darle el título a todos los vástagos del heredero del príncipe de Gales. 
El título del hijo del duque y la duquesa cambió tras haber fallecido la reina Isabel II del Reino Unido, y fue ratificado en corte el día 23 de marzo de 2023, elevando a Archie a príncipe del Reino Unido de Gran Bretaña e Irlanda del Norte con el tratamiento de alteza real y titulándolo Su alteza real el príncipe Archie de Sussex.
En noviembre de 2020, en un artículo del diario The New York Times, su esposa explicó que había sufrido un aborto espontáneo en julio de ese año.
El 14 de febrero de 2021, los duques de Sussex anunciaron que estaban esperando su segundo hijo. En una entrevista concedida a Oprah Winfrey en marzo de ese año revelaron que era una niña. El 4 de junio de 2021 nació en el Hospital Cottage de Santa Bárbara (California) su hija, Lilibet Diana Mountbatten-Windsor, quien al igual que Archie fue elevada a princesa del Reino Unido de Gran Bretaña el Irlanda del Norte, siendo titulada como Su alteza real la princesa Lilibet de Sussex.

## Cine
| Año  | Título                                    | Actor            |
| 1998 | Diana: A tribute to the People's Princess | Rory Jennings    |
| 2006 | The Queen                                 | Dash Barber      |
| 2011 | William y Kate                            | Justin Hanlon    |
| 2011 | Guillermo y Kate: un romance real         | Stanley Eldridge |
| 2013 | Diana                                     | Harry Holland    |
| 2018 | Harry y Meghan: Un romance real (TV)      | Murray Fraser    |
| 2019 | Meghan y Harry: Un enlace real (TV)       | Charlie Field    |
| 2022 | Harry y Meghan (Netflix)                  |                  |

## Títulos, tratamientos, armas y honores

### Títulos
| ● 15 de septiembre de 1984-19 de mayo de 2018: | Su alteza real el príncipe Enrique de Gales           |
| ● 19 de mayo de 2018-1 de abril de 2020:       | Su alteza real el duque de Sussex                     |
| ● 1 de abril de 2020-presente:                 | (Su alteza real) El príncipe Enrique, duque de Sussex |

Monograma real

Con motivo de su enlace matrimonial, la reina Isabel II le otorgó los títulos de duque de Sussex, conde de Dumbarton y barón Kilkeel. Su título completo es: «Su Alteza Real el príncipe Enrique Carlos Alberto David, duque de Sussex, conde de Dumbarton, barón Kilkeel, comendador de la Real Orden Victoriana».
Tras ser anunciado oficialmente el 18 de enero de 2020, el matrimonio dejó de usar el tratamiento de alteza real desde el 1 de abril del mismo año, conforme a su decisión de abandonar los deberes reales, aunque como príncipe británico no se le puede despojar de sus títulos y tratamiento ni tampoco renunciar a ellos.

### Condecoraciones

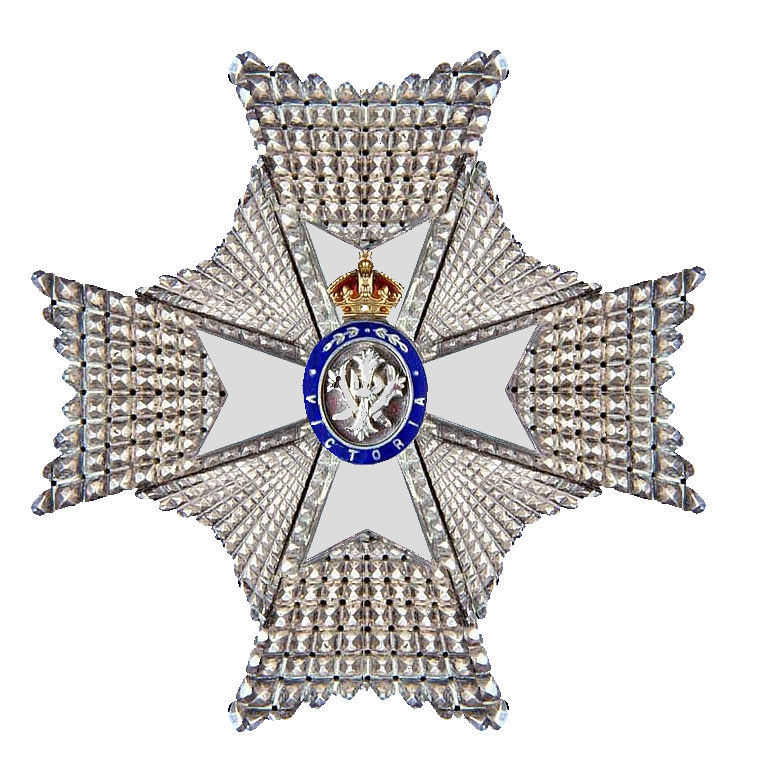
Insignia de KCVO

Caballero comendador de la Real Orden Victoriana (4 de junio de 2015).
Condecoraciones británicas
- - 6 de febrero de 2002: Medalla del Jubileo de Oro de Isabel II.[111]
- - 6 de febrero de 2012: Medalla del Jubileo de Diamante de Isabel II.[111]
- - 6 de febrero de 2022: Medalla del Jubileo de Platino de Isabel II.[111]
- - 6 de mayo de 2023: Medalla de la Coronación de Carlos III.
- Medalla al Servicio Operativo en Afganistán (5 de mayo de 2008).[112]

Condecoraciones extranjeras
- Encomienda de Número de la Orden de Isabel la Católica, Reino de España (12 de julio de 2017).[113]

### Distinciones
- Miembro Honorario de la Universidad de las Indias Occidentales (6 de marzo de 2012).[114]

### Armas
|  | En su 18.º cumpleaños, el príncipe recibió su propio escudo de armas personal. Como descendiente de Isabel II del Reino Unido, las armas del duque de Sussex se basan en las armas reales con un lambel de cinco puntas por diferencia. A continuación se explica la forma en que sus armas se diferencian de las del rey. El Colegio de Armas ha declarado que su lambel cambiará a uno de tres puntas, con cada punta llevando una vieira, cuando su padre o hermano acceda al trono. Corona Corona de hijo del soberano. Cimera Sobre la corona de hijo del heredero, un león pasante guardante, coronado con la misma corona y diferenciado con el lambel como en las armas. Escudo Las armas reales diferenciadas por un lambel de cinco puntas de plata. Las puntas primera, tercera y quinta cargadas con una concha de vieira. Soportes Los soportes reales diferenciados con la corona y el lambel igual al escudo. Orden La banda de la Real Orden Victoriana Victoria Simbolismo Como era nieto de soberano cuando le fue concedido, el escudo de armas de Enrique muestra una etiqueta de cinco puntas. Las vieiras (conchas marinas) aluden a su madre Diana, princesa de Gales, en cuyo escudo de armas de Spencer incluye tres conchas. Al igual que con las armas reales del Reino Unido: el escudo cuartelado, el primero y cuarto representan Inglaterra, el segundo a Escocia, el tercero a Irlanda. |

Estandartes
|  | Estandarte del Reino Unido diferenciado por un lambel de tres puntas de plata igual al escudo. |
|  | Estandarte utilizado en Escocia como conde de Dumbarton.                                       |

## Ancestros
| \| \| \| \| \| \| \| \| \| \| \| \| \| \| \| \| \| \| \| \| 16. Rey Jorge I de Grecia \| \| \| \| \| \| \| \| \| \| \| \| \| \| \| \| \| \| \| \| \| \| \| \| \| \| \| \| \| \| \| \| \| \| \| \| \| \| \| \| \| \| \| \| \| \| \| \| \| \| \| \| \| \| 8. Príncipe Andrés de Grecia y Dinamarca \| \| \| \| \| \| \| \| \| \| \| \| \| \| \| \| \| \| \| \| \| \| \| \| \| \| \| \| \| \| \| \| \| \| \| \| \| \| \| \| \| \| \| \| \| \| \| \| \| \| \| \| \| \| 17. Gran Duquesa Olga Konstantínova de Rusia \| \| \| \| \| \| \| \| \| \| \| \| \| \| \| \| \| \| \| \| \| \| \| \| \| \| \| \| \| \| \| \| \| \| \| \| \| \| \| \| \| \| \| \| \| \| \| \| \| \| \| \| \| \| 4. Príncipe Felipe de Grecia y Dinamarca \| \| \| \| \| \| \| \| \| \| \| \| \| \| \| \| \| \| \| \| \| \| \| \| \| \| \| \| \| \| \| \| \| \| \| \| \| \| \| \| \| \| \| \| \| \| \| \| \| \| \| \| \| \| 18. Príncipe Luis de Battenberg \| \| \| \| \| \| \| \| \| \| \| \| \| \| \| \| \| \| \| \| \| \| \| \| \| \| \| \| \| \| \| \| \| \| \| \| \| \| \| \| \| \| \| \| \| \| \| \| \| \| \| \| \| \| 9. Princesa Alicia de Battenberg \| \| \| \| \| \| \| \| \| \| \| \| \| \| \| \| \| \| \| \| \| \| \| \| \| \| \| \| \| \| \| \| \| \| \| \| \| \| \| \| \| \| \| \| \| \| \| \| \| \| \| \| \| \| 19. Princesa Victoria de Hesse y del Rin \| \| \| \| \| \| \| \| \| \| \| \| \| \| \| \| \| \| \| \| \| \| \| \| \| \| \| \| \| \| \| \| \| \| \| \| \| \| \| \| \| \| \| \| \| \| \| \| \| \| \| \| \| \| 2. Rey Carlos III del Reino Unido \| \| \| \| \| \| \| \| \| \| \| \| \| \| \| \| \| \| \| \| \| \| \| \| \| \| \| \| \| \| \| \| \| \| \| \| \| \| \| \| \| \| \| \| \| \| \| \| \| \| \| \| \| \| 20. Rey Jorge V del Reino Unido \| \| \| \| \| \| \| \| \| \| \| \| \| \| \| \| \| \| \| \| \| \| \| \| \| \| \| \| \| \| \| \| \| \| \| \| \| \| \| \| \| \| \| \| \| \| \| \| \| \| \| \| \| \| 10. Rey Jorge VI del Reino Unido \| \| \| \| \| \| \| \| \| \| \| \| \| \| \| \| \| \| \| \| \| \| \| \| \| \| \| \| \| \| \| \| \| \| \| \| \| \| \| \| \| \| \| \| \| \| \| \| \| \| \| \| \| \| 21. Princesa María de Teck \| \| \| \| \| \| \| \| \| \| \| \| \| \| \| \| \| \| \| \| \| \| \| \| \| \| \| \| \| \| \| \| \| \| \| \| \| \| \| \| \| \| \| \| \| \| \| \| \| \| \| \| \| \| 5. Reina Isabel II del Reino Unido \| \| \| \| \| \| \| \| \| \| \| \| \| \| \| \| \| \| \| \| \| \| \| \| \| \| \| \| \| \| \| \| \| \| \| \| \| \| \| \| \| \| \| \| \| \| \| \| \| \| \| \| \| \| 22. Claudio Bowes-Lyon, XIV conde de Strathmore y Kinghorne \| \| \| \| \| \| \| \| \| \| \| \| \| \| \| \| \| \| \| \| \| \| \| \| \| \| \| \| \| \| \| \| \| \| \| \| \| \| \| \| \| \| \| \| \| \| \| \| \| \| \| \| \| \| 11. (Lady) Isabel Bowes-Lyon \| \| \| \| \| \| \| \| \| \| \| \| \| \| \| \| \| \| \| \| \| \| \| \| \| \| \| \| \| \| \| \| \| \| \| \| \| \| \| \| \| \| \| \| \| \| \| \| \| \| \| \| \| \| 23. Cecilia Cavendish-Bentinck \| \| \| \| \| \| \| \| \| \| \| \| \| \| \| \| \| \| \| \| \| \| \| \| \| \| \| \| \| \| \| \| \| \| \| \| \| \| \| \| \| \| \| \| \| \| \| \| \| \| \| \| \| \| 1. Príncipe Enrique, duque de Sussex \| \| \| \| \| \| \| \| \| \| \| \| \| \| \| \| \| \| \| \| \| \| \| \| \| \| \| \| \| \| \| \| \| \| \| \| \| \| \| \| \| \| \| \| \| \| \| \| \| \| \| \| \| \| 24. Carlos Spencer, VI conde Spencer \| \| \| \| \| \| \| \| \| \| \| \| \| \| \| \| \| \| \| \| \| \| \| \| \| \| \| \| \| \| \| \| \| \| \| \| \| \| \| \| \| \| \| \| \| \| \| \| \| \| \| \| \| \| 12. Alberto Spencer, VII conde Spencer \| \| \| \| \| \| \| \| \| \| \| \| \| \| \| \| \| \| \| \| \| \| \| \| \| \| \| \| \| \| \| \| \| \| \| \| \| \| \| \| \| \| \| \| \| \| \| \| \| \| \| \| \| \| 25. (La Honorable) Margaret Baring \| \| \| \| \| \| \| \| \| \| \| \| \| \| \| \| \| \| \| \| \| \| \| \| \| \| \| \| \| \| \| \| \| \| \| \| \| \| \| \| \| \| \| \| \| \| \| \| \| \| \| \| \| \| 6. Juan Spencer, VIII conde Spencer \| \| \| \| \| \| \| \| \| \| \| \| \| \| \| \| \| \| \| \| \| \| \| \| \| \| \| \| \| \| \| \| \| \| \| \| \| \| \| \| \| \| \| \| \| \| \| \| \| \| \| \| \| \| 26. Jacobo Hamilton, III duque de Abercorn \| \| \| \| \| \| \| \| \| \| \| \| \| \| \| \| \| \| \| \| \| \| \| \| \| \| \| \| \| \| \| \| \| \| \| \| \| \| \| \| \| \| \| \| \| \| \| \| \| \| \| \| \| \| 13. (Lady) Cynthia Elinor Hamilton \| \| \| \| \| \| \| \| \| \| \| \| \| \| \| \| \| \| \| \| \| \| \| \| \| \| \| \| \| \| \| \| \| \| \| \| \| \| \| \| \| \| \| \| \| \| \| \| \| \| \| \| \| \| 27. (Lady) Rosalind Cecilia Bingham \| \| \| \| \| \| \| \| \| \| \| \| \| \| \| \| \| \| \| \| \| \| \| \| \| \| \| \| \| \| \| \| \| \| \| \| \| \| \| \| \| \| \| \| \| \| \| \| \| \| \| \| \| \| 3. Diana, Princesa de Gales \| \| \| \| \| \| \| \| \| \| \| \| \| \| \| \| \| \| \| \| \| \| \| \| \| \| \| \| \| \| \| \| \| \| \| \| \| \| \| \| \| \| \| \| \| \| \| \| \| \| \| \| \| \| 28. Jacobo Burke Roche, III barón Fermoy \| \| \| \| \| \| \| \| \| \| \| \| \| \| \| \| \| \| \| \| \| \| \| \| \| \| \| \| \| \| \| \| \| \| \| \| \| \| \| \| \| \| \| \| \| \| \| \| \| \| \| \| \| \| 14. Mauricio Burke Roche, IV barón Fermoy \| \| \| \| \| \| \| \| \| \| \| \| \| \| \| \| \| \| \| \| \| \| \| \| \| \| \| \| \| \| \| \| \| \| \| \| \| \| \| \| \| \| \| \| \| \| \| \| \| \| \| \| \| \| 29. Frances Ellen Work \| \| \| \| \| \| \| \| \| \| \| \| \| \| \| \| \| \| \| \| \| \| \| \| \| \| \| \| \| \| \| \| \| \| \| \| \| \| \| \| \| \| \| \| \| \| \| \| \| \| \| \| \| \| 7. (La Honorable) Frances Ruth Burke Roche \| \| \| \| \| \| \| \| \| \| \| \| \| \| \| \| \| \| \| \| \| \| \| \| \| \| \| \| \| \| \| \| \| \| \| \| \| \| \| \| \| \| \| \| \| \| \| \| \| \| \| \| \| \| 30. Coronel William Smith Gill \| \| \| \| \| \| \| \| \| \| \| \| \| \| \| \| \| \| \| \| \| \| \| \| \| \| \| \| \| \| \| \| \| \| \| \| \| \| \| \| \| \| \| \| \| \| \| \| \| \| \| \| \| \| 15. Ruth Silvia Gill \| \| \| \| \| \| \| \| \| \| \| \| \| \| \| \| \| \| \| \| \| \| \| \| \| \| \| \| \| \| \| \| \| \| \| \| \| \| \| \| \| \| \| \| \| \| \| \| \| \| \| \| \| \| 31. Ruth Littlejohn \| \| \| \| \| \| \| \| \| \| \| \| \| \| \| \| \| \| \| \| \| \| \| \| \| \| \| \| \| \| \| \| \| \| \| \| \| \| \| \| \| \| \| \| \| \| \| \| \| \| \| \| |                                                             |  |  |  |  |  |  |  |  |  |  |  |  |  |  |  |
| |                                                             |  |  |  |  |  |  |  |  |  |  |  |  |  |  |  |
| | 16. Rey Jorge I de Grecia                                   |  |  |  |  |  |  |  |  |  |  |  |  |  |  |  |
| |                                                             |  |  |  |  |  |  |  |  |  |  |  |  |  |  |  |
| |                                                             |  |  |  |  |  |  |  |  |  |  |  |  |  |  |  |
| | 8. Príncipe Andrés de Grecia y Dinamarca                    |  |  |  |  |  |  |  |  |  |  |  |  |  |  |  |
| |                                                             |  |  |  |  |  |  |  |  |  |  |  |  |  |  |  |
| |                                                             |  |  |  |  |  |  |  |  |  |  |  |  |  |  |  |
| | 17. Gran Duquesa Olga Konstantínova de Rusia                |  |  |  |  |  |  |  |  |  |  |  |  |  |  |  |
| |                                                             |  |  |  |  |  |  |  |  |  |  |  |  |  |  |  |
| |                                                             |  |  |  |  |  |  |  |  |  |  |  |  |  |  |  |
| | 4. Príncipe Felipe de Grecia y Dinamarca                    |  |  |  |  |  |  |  |  |  |  |  |  |  |  |  |
| |                                                             |  |  |  |  |  |  |  |  |  |  |  |  |  |  |  |
| |                                                             |  |  |  |  |  |  |  |  |  |  |  |  |  |  |  |
| | 18. Príncipe Luis de Battenberg                             |  |  |  |  |  |  |  |  |  |  |  |  |  |  |  |
| |                                                             |  |  |  |  |  |  |  |  |  |  |  |  |  |  |  |
| |                                                             |  |  |  |  |  |  |  |  |  |  |  |  |  |  |  |
| | 9. Princesa Alicia de Battenberg                            |  |  |  |  |  |  |  |  |  |  |  |  |  |  |  |
| |                                                             |  |  |  |  |  |  |  |  |  |  |  |  |  |  |  |
| |                                                             |  |  |  |  |  |  |  |  |  |  |  |  |  |  |  |
| | 19. Princesa Victoria de Hesse y del Rin                    |  |  |  |  |  |  |  |  |  |  |  |  |  |  |  |
| |                                                             |  |  |  |  |  |  |  |  |  |  |  |  |  |  |  |
| |                                                             |  |  |  |  |  |  |  |  |  |  |  |  |  |  |  |
| | 2. Rey Carlos III del Reino Unido                           |  |  |  |  |  |  |  |  |  |  |  |  |  |  |  |
| |                                                             |  |  |  |  |  |  |  |  |  |  |  |  |  |  |  |
| |                                                             |  |  |  |  |  |  |  |  |  |  |  |  |  |  |  |
| | 20. Rey Jorge V del Reino Unido                             |  |  |  |  |  |  |  |  |  |  |  |  |  |  |  |
| |                                                             |  |  |  |  |  |  |  |  |  |  |  |  |  |  |  |
| |                                                             |  |  |  |  |  |  |  |  |  |  |  |  |  |  |  |
| | 10. Rey Jorge VI del Reino Unido                            |  |  |  |  |  |  |  |  |  |  |  |  |  |  |  |
| |                                                             |  |  |  |  |  |  |  |  |  |  |  |  |  |  |  |
| |                                                             |  |  |  |  |  |  |  |  |  |  |  |  |  |  |  |
| | 21. Princesa María de Teck                                  |  |  |  |  |  |  |  |  |  |  |  |  |  |  |  |
| |                                                             |  |  |  |  |  |  |  |  |  |  |  |  |  |  |  |
| |                                                             |  |  |  |  |  |  |  |  |  |  |  |  |  |  |  |
| | 5. Reina Isabel II del Reino Unido                          |  |  |  |  |  |  |  |  |  |  |  |  |  |  |  |
| |                                                             |  |  |  |  |  |  |  |  |  |  |  |  |  |  |  |
| |                                                             |  |  |  |  |  |  |  |  |  |  |  |  |  |  |  |
| | 22. Claudio Bowes-Lyon, XIV conde de Strathmore y Kinghorne |  |  |  |  |  |  |  |  |  |  |  |  |  |  |  |
| |                                                             |  |  |  |  |  |  |  |  |  |  |  |  |  |  |  |
| |                                                             |  |  |  |  |  |  |  |  |  |  |  |  |  |  |  |
| | 11. (Lady) Isabel Bowes-Lyon                                |  |  |  |  |  |  |  |  |  |  |  |  |  |  |  |
| |                                                             |  |  |  |  |  |  |  |  |  |  |  |  |  |  |  |
| |                                                             |  |  |  |  |  |  |  |  |  |  |  |  |  |  |  |
| | 23. Cecilia Cavendish-Bentinck                              |  |  |  |  |  |  |  |  |  |  |  |  |  |  |  |
| |                                                             |  |  |  |  |  |  |  |  |  |  |  |  |  |  |  |
| |                                                             |  |  |  |  |  |  |  |  |  |  |  |  |  |  |  |
| | 1. Príncipe Enrique, duque de Sussex                        |  |  |  |  |  |  |  |  |  |  |  |  |  |  |  |
| |                                                             |  |  |  |  |  |  |  |  |  |  |  |  |  |  |  |
| |                                                             |  |  |  |  |  |  |  |  |  |  |  |  |  |  |  |
| | 24. Carlos Spencer, VI conde Spencer                        |  |  |  |  |  |  |  |  |  |  |  |  |  |  |  |
| |                                                             |  |  |  |  |  |  |  |  |  |  |  |  |  |  |  |
| |                                                             |  |  |  |  |  |  |  |  |  |  |  |  |  |  |  |
| | 12. Alberto Spencer, VII conde Spencer                      |  |  |  |  |  |  |  |  |  |  |  |  |  |  |  |
| |                                                             |  |  |  |  |  |  |  |  |  |  |  |  |  |  |  |
| |                                                             |  |  |  |  |  |  |  |  |  |  |  |  |  |  |  |
| | 25. (La Honorable) Margaret Baring                          |  |  |  |  |  |  |  |  |  |  |  |  |  |  |  |
| |                                                             |  |  |  |  |  |  |  |  |  |  |  |  |  |  |  |
| |                                                             |  |  |  |  |  |  |  |  |  |  |  |  |  |  |  |
| | 6. Juan Spencer, VIII conde Spencer                         |  |  |  |  |  |  |  |  |  |  |  |  |  |  |  |
| |                                                             |  |  |  |  |  |  |  |  |  |  |  |  |  |  |  |
| |                                                             |  |  |  |  |  |  |  |  |  |  |  |  |  |  |  |
| | 26. Jacobo Hamilton, III duque de Abercorn                  |  |  |  |  |  |  |  |  |  |  |  |  |  |  |  |
| |                                                             |  |  |  |  |  |  |  |  |  |  |  |  |  |  |  |
| |                                                             |  |  |  |  |  |  |  |  |  |  |  |  |  |  |  |
| | 13. (Lady) Cynthia Elinor Hamilton                          |  |  |  |  |  |  |  |  |  |  |  |  |  |  |  |
| |                                                             |  |  |  |  |  |  |  |  |  |  |  |  |  |  |  |
| |                                                             |  |  |  |  |  |  |  |  |  |  |  |  |  |  |  |
| | 27. (Lady) Rosalind Cecilia Bingham                         |  |  |  |  |  |  |  |  |  |  |  |  |  |  |  |
| |                                                             |  |  |  |  |  |  |  |  |  |  |  |  |  |  |  |
| |                                                             |  |  |  |  |  |  |  |  |  |  |  |  |  |  |  |
| | 3. Diana, Princesa de Gales                                 |  |  |  |  |  |  |  |  |  |  |  |  |  |  |  |
| |                                                             |  |  |  |  |  |  |  |  |  |  |  |  |  |  |  |
| |                                                             |  |  |  |  |  |  |  |  |  |  |  |  |  |  |  |
| | 28. Jacobo Burke Roche, III barón Fermoy                    |  |  |  |  |  |  |  |  |  |  |  |  |  |  |  |
| |                                                             |  |  |  |  |  |  |  |  |  |  |  |  |  |  |  |
| |                                                             |  |  |  |  |  |  |  |  |  |  |  |  |  |  |  |
| | 14. Mauricio Burke Roche, IV barón Fermoy                   |  |  |  |  |  |  |  |  |  |  |  |  |  |  |  |
| |                                                             |  |  |  |  |  |  |  |  |  |  |  |  |  |  |  |
| |                                                             |  |  |  |  |  |  |  |  |  |  |  |  |  |  |  |
| | 29. Frances Ellen Work                                      |  |  |  |  |  |  |  |  |  |  |  |  |  |  |  |
| |                                                             |  |  |  |  |  |  |  |  |  |  |  |  |  |  |  |
| |                                                             |  |  |  |  |  |  |  |  |  |  |  |  |  |  |  |
| | 7. (La Honorable) Frances Ruth Burke Roche                  |  |  |  |  |  |  |  |  |  |  |  |  |  |  |  |
| |                                                             |  |  |  |  |  |  |  |  |  |  |  |  |  |  |  |
| |                                                             |  |  |  |  |  |  |  |  |  |  |  |  |  |  |  |
| | 30. Coronel William Smith Gill                              |  |  |  |  |  |  |  |  |  |  |  |  |  |  |  |
| |                                                             |  |  |  |  |  |  |  |  |  |  |  |  |  |  |  |
| |                                                             |  |  |  |  |  |  |  |  |  |  |  |  |  |  |  |
| | 15. Ruth Silvia Gill                                        |  |  |  |  |  |  |  |  |  |  |  |  |  |  |  |
| |                                                             |  |  |  |  |  |  |  |  |  |  |  |  |  |  |  |
| |                                                             |  |  |  |  |  |  |  |  |  |  |  |  |  |  |  |
| | 31. Ruth Littlejohn                                         |  |  |  |  |  |  |  |  |  |  |  |  |  |  |  |
| |                                                             |  |  |  |  |  |  |  |  |  |  |  |  |  |  |  |
| |                                                             |  |  |  |  |  |  |  |  |  |  |  |  |  |  |  |

## Línea de sucesión
| Precedido por:                           | Línea de sucesión al ducado de Sussex    | Sucesor: en el cargo      |
| Precedido por: El príncipe Luis de Gales | Línea de sucesión al trono británico 5.º | Sucesor: Archie de Sussex |